# C15orf48
C15orf48‏ (Chromosome 15 open reading frame 48, isoform CRA_a) هوَ بروتين يُشَفر بواسطة جين C15orf48 في الإنسان.